# Lucio Calonga
Lucio Calonga (Asunción, 13 dicembre 1939 – 8 febbraio 2007) è stato un calciatore paraguaiano, di ruolo difensore.

## Caratteristiche tecniche
Apprezzato difensore, era abile con il gioco di palla ed era pulito e leale in ogni suo interventi.

## Carriera

### Club
Iniziò la carriera agonistica nel Guaraní, per poi passare nel 1962 al River Plate. Nel 1964 si trasferisce in Argentina per giocare nell'Huracán, con cui ottiene il nono posto in campionato.
Nel 1965 si trasferisce in Ecuador per giocare nell'Emelec. Con il club di Guayaquil vince il Campeonato Nacional de Fútbol 1965. La stagione seguente ottiene con il suo club il secondo posto in campionato e partecipa alla Coppa Libertadores 1966. Calonga venne considerato uno dei migliori giocatori di quel periodo all'Emelec.
Nell'estate 1967 si trasferisce negli Stati Uniti d'America per giocare nei Los Angeles Toros, società militante nella neonata NPSL. Con i Toros ottenne il quinto ed ultimo posto nella Western Division.
Nella stagione 1969 ritorna all'Emelec, con cui ottiene il sesto posto finale.
La stagione seguente passa all'Everest, con cui chiude la stagione all'ultimo posto, retrocedendo nella serie cadetta.
Terminata l'esperienza ecuadoriana si trasferisce in Colombia per giocare nel Deportivo Pereira.
Calonga è morto nel 2007 negli Stati Uniti a seguito di problemi cardiaci.

### Nazionale
Nel 1963 viene convocato nella nazionale paraguaiana impegnata nel Campeonato Sudamericano de Football 1963, ottenendo il secondo posto finale nel torneo. La prestazione di Calonga durante il torneo fu di alto livello.

## Statistiche

### Cronologia presenze e reti in nazionale
| Cronologia completa delle presenze e delle reti in nazionale ― Paraguay | Cronologia completa delle presenze e delle reti in nazionale ― Paraguay | Cronologia completa delle presenze e delle reti in nazionale ― Paraguay | Cronologia completa delle presenze e delle reti in nazionale ― Paraguay | Cronologia completa delle presenze e delle reti in nazionale ― Paraguay | Cronologia completa delle presenze e delle reti in nazionale ― Paraguay | Cronologia completa delle presenze e delle reti in nazionale ― Paraguay | Cronologia completa delle presenze e delle reti in nazionale ― Paraguay |
| Data                                                                    | Città                                                                   | In casa                                                                 | Risultato                                                               | Ospiti                                                                  | Competizione                                                            | Reti                                                                    | Note                                                                    |
| ----------------------------------------------------------------------- | ----------------------------------------------------------------------- | ----------------------------------------------------------------------- | ----------------------------------------------------------------------- | ----------------------------------------------------------------------- | ----------------------------------------------------------------------- | ----------------------------------------------------------------------- | ----------------------------------------------------------------------- |
| 14-3-1963                                                               | La Paz                                                                  | Paraguay                                                                | 3 – 1                                                                   | Ecuador                                                                 | Copa América 1963                                                       | -                                                                       |                                                                         |
| 17-3-1963                                                               | La Paz                                                                  | Paraguay                                                                | 2 – 0                                                                   | Brasile                                                                 | Copa América 1963                                                       | -                                                                       |                                                                         |
| 20-3-1963                                                               | Cochabamba                                                              | Paraguay                                                                | 3 – 2                                                                   | Colombia                                                                | Copa América 1963                                                       | -                                                                       |                                                                         |
| 24-3-1963                                                               | Cochabamba                                                              | Bolivia                                                                 | 2 – 0                                                                   | Paraguay                                                                | Copa América 1963                                                       | -                                                                       | Uscita                                                                  |
| 27-3-1963                                                               | Cochabamba                                                              | Paraguay                                                                | 4 – 1                                                                   | Perù                                                                    | Copa América 1963                                                       | -                                                                       |                                                                         |
| 31-3-1963                                                               | La Paz                                                                  | Argentina                                                               | 1 – 1                                                                   | Paraguay                                                                | Copa América 1963                                                       | -                                                                       |                                                                         |
| Totale                                                                  |                                                                         | Presenze                                                                | 6                                                                       |                                                                         | Reti                                                                    | 0                                                                       |                                                                         |

## Palmarès

### Competizioni nazionali
- Campionato ecuadoriano: 1

Emelec: 1965